# Guilherme Tâmega
Guilherme Tâmega est un bodyboardeur brésilien originaire de Copacabana né le 3 septembre 1972. Il a été six fois champion du monde de sa discipline et six fois vice-champion du monde avant d'être détrôné par l'américain Mike Stewart.